# ۲۹۹ (عدد)
۲۹۹ (دویست و نود و نه) یک عدد طبیعی است که بعد از ۲۹۸ و قبل از ۳۰۰ قرار دارد.